# Tanya Harford
Tanya Harford (Kaapstad, 28 november 1958) is een tennisspeelster uit Zuid-Afrika.
In 1981 won Harford met landgenote Rosalyn Fairbank de dubbeltitel op Roland Garros. 